# Katarzyna Dydek
Katarzyna Elżbieta Dydek  (ur. 21 marca 1970 w Warszawie) – polska koszykarka grająca na pozycji środkowej, mistrzyni Europy (1999), olimpijka, następnie trener koszykówki. Siostra Małgorzaty Dydek i Marty Dydek.

## Życiorys
Ukończyła liceum ogólnokształcące w Wołominie, kształciła się później w Evangel College w Springfield w stanie Missouri, gdzie została absolwentką kierunku trenerskiego. Karierę sportową zaczynała w drugoligowym Huraganie Wołomin, następnie przeszła do Olimpii Poznań. W 1992 wyjechała do Stanów Zjednoczonych, gdzie grała w lidze uniwersyteckiej (w Independence w stanie Kansas, Evangel College w Springfield i Colorado Xplosion z Denver).
W drugiej połowie lat 90. powróciła do Polski, gdzie została zawodniczką Lotosu VBW Clima Gdynia. Z tym klubem pięciokrotnie (1998–2002) zdobywała mistrzostwo Polski. Pomiędzy 1991 a 2001 wystąpiła w 85 meczach reprezentacji Polski, zdobywając w nich 350 punktów. Trzykrotnie wystąpiła z kadrą narodową w mistrzostwach Europy. Największy sukces odniosła na Mistrzostwach Europy w Koszykówce Kobiet w 1999, zdobywając złoty medal. Wystąpiła wówczas w czterech z ośmiu meczów, łącznie przez 22 minuty, rzucając 4 punkty. Nie zagrała przy tym w meczu półfinałowym i finałowym. W 1991 i 2001 zajmowała z reprezentacją szóste miejsca. W obu tych turniejach była rezerwową, grającą w niewielkim wymiarze: w 2 z 5 meczów (nie zdobywając punktu) oraz w 4 z 8 meczów (zdobywając 2 punkty). W 2000 wraz z reprezentacją koszykarek (w tym m.in. z siostrą Małgorzatą) zajęła ósme miejsce na Letnich Igrzyskach Olimpijskich w Sydney, na których wystąpiła w czterech z siedmiu spotkań, rzucając 9 punktów.
Po zakończeniu kariery sportowej pozostała w Gdyni, gdzie pracowała jako asystentka trenera w swoim dotychczasowym klubie. Później została trenerem zespołu INEA AZS Poznań, zwolniono ją w trakcie sezonu 2009/2010. Podjęła pracę w zawodzie nauczycielki, zaś w 2015 objęła funkcję trenera koszykarek Basketu Gdynia (pełniła tę funkcję do 2016). Również w 2015 bez powodzenia kandydowała do Sejmu z listy Platformy Obywatelskiej.
W 1999 odznaczona Złotym Krzyżem Zasługi.